# Denison (Kansas)
Denison – miasto w Stanach Zjednoczonych, w stanie Kansas, w hrabstwie Jackson.